# Från krubban till korset
Från krubban till korset är den första filmen om Jesus och den enda som fullständigt spelats in på bibliska platser. Den var en kommersiell succé. Under filminspelningen blev filmteamet utsatt för ett rånförsök. Regissören Sidney Olcott fick ingen del av vinsten (30 gånger produktionskostnaden). Efter att Vitagraph Studios förvärvade Kalem Studios så hade filmen återutgivning 1919. Filmen släpptes senare med pålagd musik och berättarröst. 

## Rollista (i urval)
- Robert Henderson-Bland – Jesus
- Percy Dyer – Jesus som pojke
- Gene Gauntier – Jungfru Maria
- Alice Hollister – Maria från Magdala
- Sidney Olcott – Blind man
- Samuel Morgan – Pontius Pilatus
- James D. Ainsley –  Johannes Döparen
- Robert G. Vignola – Judas Iskariot
- George Kellog – Herodes Antipas